# 萨泰
萨泰（Satai），是印度中央邦Chhatarpur县的一个城镇。总人口8293（2001年）。

## 人口
该地2001年总人口8293人，其中男性4357人，女性3936人；0—6岁人口1710人，其中男868人，女842人；识字率40.08%，其中男性为51.55%，女性为27.39%。